# Academia General del Aire

Verbandsabzeichen

Die Academia General del Aire (AGA) ist die Offizierschule mit akademischer Ausbildung der spanischen Luftstreitkräfte. Sie wurde 1945 gegründet und befindet sich auf dem Flughafen Murcia-San Javier in San Javier (Region Murcia). 
Nach dem Stand von 2006 ist Grundvoraussetzung für die Aufnahme in die Academia General del Aire – wie auch für die Academia General Militar – ein weiterführender Schulabschluss (Bachiller) eines Instituto de Educación Secundaria oder ein gleichwertiger Abschluss (vgl. Abitur). Ein mehrjähriges Studium mit dem Abschluss Diplomatura (gleichbedeutend mit einem Bachelor) kann dann aufnehmen, wer erfolgreich die staatliche Hochschuleingangsprüfung in Spanien (Selectividad) absolviert hat. Weiterhin dürfen die Bewerber nicht älter als 23 Jahre alt sein und müssen eine eigene Prüfung für Offizierbewerber bestanden haben.
Die Academia General del Aire ist Mitglied der European Air Force Academies (EUAFA).